# Banarhat
Banarhat is een census town in het district Jalpaiguri van de Indiase staat West-Bengalen. De plaats staat vooral bekend vanwege de vele theeplantages (tea gardens) in de omgeving.

## Demografie
Volgens de Indiase volkstelling van 2001 wonen er 14.431 mensen in Banarhat, waarvan 52% mannelijk en 48% vrouwelijk is. De plaats heeft een alfabetiseringsgraad van 55%.